# Rio do Sal
Rio do Sal är ett vattendrag i Brasilien.   Det ligger i delstaten Goiás, i den centrala delen av landet, 60 km norr om huvudstaden Brasília.
I omgivningarna runt Rio do Sal växer huvudsakligen savannskog. Trakten runt Rio do Sal är nära nog obefolkad, med mindre än två invånare per kvadratkilometer.